# Uniwersalna stała paraboliczna
Uniwersalna stała paraboliczna – stałą matematyczną będącą analogiem liczby {\displaystyle \pi } dla paraboli.

## Definicja

Uniwersalna stała paraboliczna jest ilorazem długości czerwonego łuku paraboli przez długość zielonego odcinka

Dla danej paraboli {\displaystyle p} oznaczając przez {\displaystyle L_{1}} długość fragmentu paraboli {\displaystyle p} ograniczonego punktami przecięcia paraboli z prostą równoległą do jej kierownicy i przechodzącej przez ognisko (czerwony fragment na rysunku), przez {\displaystyle L_{2}} odległość między ogniskiem a kierownicą (zielony odcinek na rysunku), uniwersalna stała paraboliczna {\displaystyle P} jest zdefiniowana jako iloraz {\displaystyle {\frac {L_{1}}{L_{2}}}.} Ponieważ wszystkie parabole są do siebie podobne, to jest ona taka sama dla każdej paraboli i jest równa:
{\displaystyle P=\ln(1+{\sqrt {2}})+{\sqrt {2}}=2{,}29558714939\dots }
(ciąg  A103710 w OEIS)